# Asystasia australasica
Asystasia australasica là một loài thực vật có hoa trong họ Ô rô. Loài này được F.M.Bailey mô tả khoa học đầu tiên năm 1897.